# Ernst Rauch
Ernst Rauch (* 18. Oktober 1797 in Darmstadt; † 25. Oktober 1877 ebenda) war ein deutscher Hofkupferstecher, Stahlstecher, Illustrator und Zeichner.

## Leben
Rauch erhielt seine erste Ausbildung durch den Kupferstecher Ludwig Portmann. Er war der Bruder und Lehrer von Karl Rauch. Er bereiste für einige Zeit die Schweiz. Während seines Aufenthalts in der Schweiz fertigte er eine große Anzahl von Blättern in Aquatiuta, die bei Lamy in Basel und Bern erschienen. In Darmstadt folgten kleinere Arbeiten, wie das Bildnis des Dichters Goeckingk nach Anton Graffs Vorlage oder einen Hirtenknaben nach einem Gemälde Antonio da Correggios. Von 1822 bis 1823 hielt er sich in Paris auf, um sich in der Schule von Louis Hersent weiterbilden zu lassen. Hier entstand nach einer Zeichnung von G. Lerch ein Stich des Innern der St. Paulskirche in Rom. Im Jahr 1827 wurde er in Darmstadt zum Hofkupferstecher ernannt. Rauch war zudem als Zeichenlehrer am Großherzoglichen Gymnasium in Darmstadt tätig.

## Werk

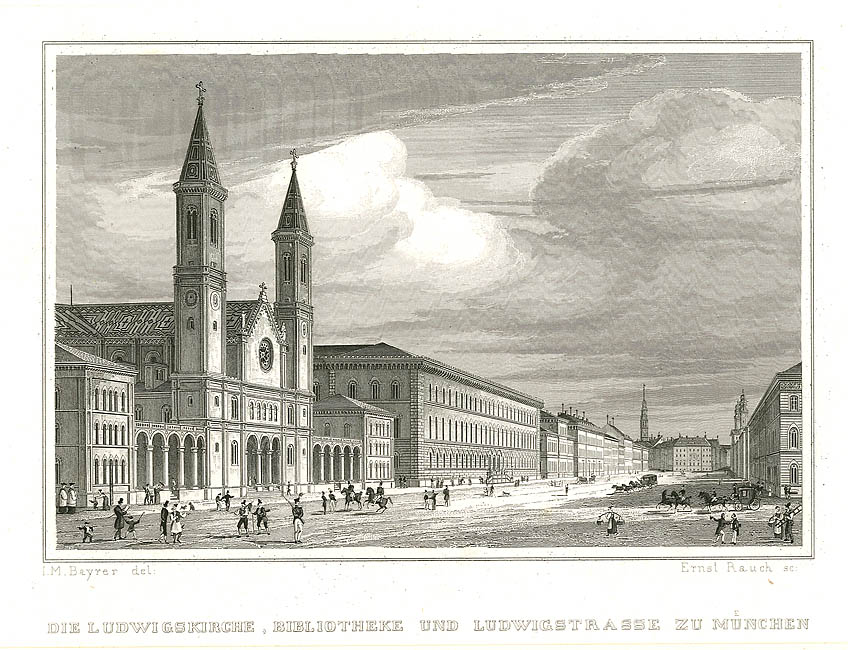
Die Ludwigskirche, Bibliothek und Ludwigstraße in München, Stahlstich (um 1845)

- Rauch stach Bildnisse (nach Graff u. a.).
- Rauch stach Veduten, u. a. zu Ludwig Langes „Original-Ansichten der vornehmsten Städte in Deutschland“, Darmstadt 1832ff.
- Rauch stach Veduten zu Salzenbergs „Altchristlichen Baudenkmäler von Konstantinopel“, 1854.
- Daneben stach Rauch Buchillustrationen und Vignetten.
- Justus von Liebig (1843) nach einem Bildnis von Wilhelm Trautschold[3]